# Madame DuBarry
Madame DuBarry er en tysk stumfilm fra 1919 af Ernst Lubitsch.

## Medvirkende
- Pola Negri som Jeanne Vaubernier / Dubarry
- Emil Jannings som Ludvig XV
- Harry Liedtke som Armand De Foix
- Eduard von Winterstein som Jean Dubarry
- Reinhold Schünzel som Choiseul